# Thouinia maestrensis
Thouinia maestrensis är en kinesträdsväxtart som beskrevs av Lippold. Thouinia maestrensis ingår i släktet Thouinia och familjen kinesträdsväxter. Inga underarter finns listade i Catalogue of Life.